# Marianna Barelli
Marianna Barelli (Como, 15 luglio 1976) è un'ex canottiera italiana.

## Biografia
Nata a Como nel 1976, a 20 anni ha preso parte ai Giochi olimpici di Atlanta 1996, nel 2 di coppia insieme a Erika Bello, arrivando al 5º e ultimo posto in batteria con il tempo di 7'47"07, passando il ripescaggio in terza posizione in 7'52"07, ma uscendo in semifinale con il 6º posto e il tempo di 7'38"85.